# Leutherberg
De Leutherberg (Venloos: De Luiterberg) is een woonwijk in het stadsdeel Venlo in de gelijknamige gemeente Venlo in de Nederlandse provincie Limburg. In 2006 telde de wijk 2860 inwoners (volgens het CBS).
De wijk dankt haar naam aan de Leutherweg die door de wijk loopt. In de volksmond heet de wijk Maagdenberg.
Behalve een wijk is de Leutherberg/Maagdenberg ook het zuidelijke gedeelte van de "berg". Deze "berg" is het Maasterras, ofwel steilrand, in het oosten van Venlo en ligt tegen de grens aan. Van noord naar zuid zijn dit de Herongerberg, Stalberg en Leutherberg/Maagdenberg. Met de wijk wordt het onderste gedeelte van de berg genoemd. Wanneer iets op de Leutherberg ligt (zoals de Bloemenbuurt), ligt het in feite buiten de wijk.

## Geschiedenis
Vroeger werd de berg ook wel de "galgenberg" genoemd. Op de berg stond een galg waar veroordeelden uit de stad Venlo werden opgehangen. Na het afbreken van de stadsmuren kwam de uitbreiding van de stad op gang. Op de Maagdenberg ligt het voormalig landgoed van generaal Mathieu Brialmont, dat later bewoond werd door jonkheer de Roëll.
Op het landgoed Maagdenberg werkten vroeger arbeiders die met hun hele gezin in kleine witte huisjes woonde. Deze arbeiders werden ook wel winners genoemd en hun huisjes daarom winnerhuuskes (vertaald winnerhuisjes). Deze benaming is later verbasterd tot wienhuuskes. Enkele van deze huisjes staan nog steeds in de wijk.

## Trivia
- De Maagdenbergerbeek is in 1908 gedeeltelijk gedempt.
- Carnavalsvereniging De Wien uit de wijk dankt haar naam aan de wienhuuskes.